# Isogomphodon oxyrhynchus
El cazón picudo o tiburón nariz de daga (del inglés "daggernose shark". Nombre científico: Isogomphodon oxyrhynchus ) es una especie de tiburón de la familia Carcharhinidae.

## Morfología
Los machos pueden alcanzar los 160 cm de longitud total.

## Distribución geográfica
Se encuentra en Venezuela, Isla de Trinidad, Guyana, Surinam, Guayana Francesa y Brasil.